# Niketas Choniates
Niketas Choniates lub Nicetas Choniata (Grecki: Νικήτας Χωνιάτης ur. ok. 1155, zm. w 1215 w Nicei), bizantyński historyk.

## Życie
Niketas Choniates urodził się około 1155 roku w prowincjonalnym frygijskim mieście Chonai (starożytne Kolosy, gr. Κολοσσαί). W starszej literaturze jest obdarzany błędnie przydomkiem Akominatos. W wieku dziewięciu lat przybył do Konstantynopola. W stolicy Cesarstwa, pozostając pod opieką starszego brata, Michała odebrał staranne wykształcenie humanistyczne, pod jego kierownictwem studiował gramatykę, retorykę, poezję, filozofię, teologię oraz wszystkie inne przedmioty, które wchodziły w skład standardowego wykształcenia w cesarstwie.
Staranne umożliwiło Niketasowi rozpoczęcie kariery w cesarskiej administracji. Karierę zaczął jako niższy urzędnik skarbowy na terenach Bosporu Kimeryjskiego. Prawdopodobnie pod koniec panowania Manuela I Komnena (1143–1180) został mianowany urzędnikiem podatkowym w Paflagonii, a kiedy we wrześniu 1183 roku do władzy doszedł Andronik I Komnen, Niketas pełnił urząd podsekretarza cesarskiego (basilikos hypogrammateus, βασιλικὸς ὑπογραμματεύς). W czasie rządów Andronika Niketas wycofał się ze służby w administracji, do której powrócił kiedy na tron bizantyjski we wrześniu 1185 roku wstąpił Izaak II Angelos. To za jego czasów Niketas zaczął sprawować urząd cesarskiego sekretarza (basilikos grammatikos, βασιλικὸς γραμματικός), a w międzyczasie miał także poświęcać czas na studia nad prawem. Od tego momentu, jego kariera postępowała już bardzo szybko, pełnił przede wszystkim urzędy związane z cesarskim aparatem sądowniczym i fiskalnym. Oprócz tego w 1189 roku objął urząd namiestnika temu Filippopolis. Ponadto na przełomie 1188/9 mianowany został ‘naczelnikiem publicznego skarbu’ (proestos tou epi ton koinon chrematon koitonos, προεστὼς τοῦ έπὶ τῶν κοινῶν χρημάτων κοιτῶνος). Dalej, mianowany został megas logariastes (μέγας λογαριαστὴς) odpowiedzialnym za nadzór nad innymi urzędnikami finansowymi. W roku 1190/1191 mianowany został zwierzchnikiem najwyższego trybunału sądowego w cesarstwie (krites tou belou, κριτὴς τοῦ βέλου). Do połowy lat 90. wieku XII pełnił różne funkcje, związane z aparatem fiskalnym i administracyjnym oraz sądowym. Wreszcie, około roku 1195 mianowany został na urząd logothetes ton sekreton (λογοθέτης τῶν σεκρέτων), prerogatywą tego urzędnika było nadzorowanie całości publicznej administracji, a osoba go piastująca stała równocześnie na czele Senatu.
W 1204 roku został odwołany ze stanowiska namiestnika i wielkiego logotety przez niechętnego mu cesarza uzurpatora Aleksego V Murzuflosa. Przeżył zdobycie Konstantynopola przez krzyżowców, pożar własnego domu i powstanie Cesarstwa Łacińskiego na gruzach Cesarstwa Bizantyńskiego. Ze zdobytego przez łacinników miasta zbiegł, z rękopisem swej Historii, przy pomocy znajomego Wenecjanina, do Nicei, na dwór Teodora Laskarysa. Resztę życia spędził w Nicei zajmując się działalnością polityczną i pisarską. Zmarł ok. 1215/1216 roku. Z tych lat pochodzą jego ostatnie mowy. Mowę pogrzebową upamiętniającą brata napisał około 1220 roku Michał Choniates.

## Historyk
Choniates napisał licząca 21 ksiąg Historię (Historía albo Chroniké diégesis, Chronologiczna narracja) opisującą w układzie annalistycznym dzieje Bizancjum od 1118 do 1206 roku. Okres panowania cesarza Jana II Komnena (1118–1143) autor potraktował zwięźle, poświęcając mu tylko jedną księgę, gdyż jak powiada, znał je tylko z ustnych przekazów. Obszerniej, bo w 7 księgach opisał panowanie cesarza Manuela I Komnena (1143–1180). Najwięcej uwagi poświęcił latom 1180–1206, których był naocznym świadkiem, piastując wysokie urzędy państwowe. Panowaniu Aleksego II Komnena (1180–1183) poświęcił 1 księgę, Andronikowi I Komnenowi (1183–1185) – 2 księgi, Izaakowi II Angelosowi (1185–1195) – 3 księgi, Aleksemu III Angelosowi (1195–1203) – 3 księgi, powtórnemu panowaniu Izaaka II Angelosa wspólnie z synem Aleksym IV (1203–1204) – 1 księgę i Aleksemu V Murzuflosowi (1204) – 1 księgę. Do 19 ksiąg opisujących panowanie kolejnych cesarzy bizantyńskich Choniates dołączył księgę rozpoczynającą się od pokonania Łacinników przez Bułgarów w 1205 roku i obejmującą lata 1205–1206, a zatytułowaną Wydarzenia po zdobyciu Konstantynopola (Ta metá ten hálosin symbánta te pole) oraz mniejszą O posągach w Konstantynopolu (Perí Konstantinupoleòs agalmáton) opisującą posągi zniszczone przez krzyżowców.
Zasadnicza część dzieła Choniatesa przedstawia najazd Normanów i stopniowy upadek Cesarstwa, aż po zdobycie Konstantynopola przez krzyżowców i powstanie na jego gruzach Cesarstwa Łacińskiego. Katastrofę Bizancjum postrzega jako wynik spisku, w którym wziął udział cały chrześcijański zachód, nie bez winy samych Bizantyńczykow – ludu, a przede wszystkim cesarzy. Zdobycie i grabież Konstantynopola porównuje do czynu Herostratesa, godnego ze wszech miar zapomnienia. Jego antypatia do Łacinników jest wyrazem kształtującego się nacjonalizmu bizantyńskiego. Ubolewa, że musi przedstawić zwycięstwa zachodnich barbarzyńców, choć w przedstawieniu zdarzeń i ich interpretacji zachowuje wyróżniającą go wśród współczesnych, bezstronność i obiektywizm. Jego dzieło odznacza się wyjątkowym darem narracji i rozległością horyzontów, co sprawia, że jest uważany za jednego z najwybitniejszych historyków Bizancjum.
Pierwsza, krótsza wersja dzieła została opracowana jeszcze w Konstantynopolu. Po 1204 roku, w Nicei, Choniates przejrzał ją i uzupełnił, w wielu miejscach znacząco rozszerzył i dopisał dwie ostatnie księgi. Historia urywa się na drugim roku panowania Henryka Flandryjskiego. Nie została przez autora opracowana ostatecznie, na co wskazują pewne sprzeczności czy opuszczenia w tekście.
Choniates pisze we wstępie, że jako pierwszy podjął się opisania panowania dynastii Komnenów i ich bezpośrednich następców. Niewątpliwie przy pisaniu Historii skorzystał z Epitomy Jana Kinama, skracające pewne jej fragmenty, a rozbudowując inne, wedle własnej koncepcji, w oparciu o posiadane źródła. Opisując najazd Normanów i zdobycie przez nich Tesaloniki posiłkował się pracą uczonego mnicha, Eustacjusza O zdobyciu Tesaloniki. Poza tym korzystał z dokumentów kościelnych i państwowych, do których miał dostęp z racji sprawowanych funkcji.
Język historycznego dzieła Choniatesa jest niewątpliwie bardzo trudny, sam styl skomplikowany. Spowodowało to, że wielu wcześniejszych badaczy, w tym O. Jurewicz, niesłusznie oskarża historyka o styl niepotrzebnie przeładowany ozdobnikami retorycznymi na modłę Agatiasza z Miryny czy Teofilakta Symokatty. Obecnie jednak Historię uznaje się za jedno z największych dokonań literackich cesarstwa bizantyjskiego, nierzadko nazywając je dziełem renesansowym o unikalnym charakterze. Współcześni badacze, w tym Stephanos Efthymiadis, Alicia Simpson, czy Anthony Kaldellis zauważają, że styl dzieła Choniatesa świadczy o jego bardzo wysokiej wartości literackiej i bynajmniej nie jest jego wadą.
Historia została wykorzystana jako źródło w XIII wieku przez Teodora Skutariotę, a w XIV wieku przez Efraima. Stanowiła ulubioną lekturę warstw wyższych. Zachowała się w całości w 30 kodeksach, a 31 kodeksach we fragmentach. Dwa najstarsze rękopisy wersji krótszej pochodzą z XIII wieku. Rękopisy wersji rozszerzonej pochodzą z wieków od XIII do XVI. Najprawdopodobniej w połowie wieku XIV Historia przetłumaczona została na grekę demotyczną, co świadczy o niezwykłej popularności, jakim cieszyło się dzieło Choniatesa. Język i styl metafrazy został w znaczącym stopniu uproszczony w stosunku do oryginału.

## Teolog
W latach 1204–1210, już po upadku Konstantynopola Choniates napisał w Nicei ogromne dzieło teologiczne w 25 księgach, znane pod dwoma tytułami: Dogmatyczny Oręż (Dogmatike Panoplia, Δογματικὴ Πανοπλία) oraz Skarbiec ortodoksji (Thesauros orthodoksias, Θεσαυρὸς Ὀρθοδοξίας). Skarbiec stanowi kontynuację pracy Eutymiusza Zigabena, przedstawiającej herezje i błędy doktrynalne w Kościele. Choniates przedstawił obszerniej historię poszczególnych herezji, poświęcając więcej niż Zigaben miejsca najstarszym herezjom. W początkowych księgach wymienia 44 spośród nich. Księgi od V do XVI przedstawiają spory chrystologiczne od arianizmu do ikonoklazmu. Kolejne księgi od XVII do XXV, przypisywane niekiedy Teodorowi Skutariocie, mówią o sektach Armeńczyków, paulicjan, bogomiłów oraz o błędach doktrynalnych Łacinników i Saracenów.
Choniates obficie korzysta z pism Ojców Kościoła sprzed soboru nicejskiego: Ignacego z Antiochii, Justyna Męczennika, Grzegorza Cudotwórcy, Juliusza z Rzymu. Cytuje też późniejszych teologów: Anastazego Synaitę, Efraima z Antiochii, Focjusza, aż po Mikołaja z Metony. Z łacińskich Ojców Kościoła wspomina Ambrożego i Augustyna. Prowadzi gwałtowne polemiki z wyznawcami pogańskiego neoplatonizmu, zwanymi Hellenami (Grekami) oraz z Żydami. Przedstawia też obszernie doktrynę o Trójcy Świętej i o tajemnicy Wcielenia.

## Inne pisma
Niketas Choniates był także autorem licznych mów i pism okolicznościowych, w których przedstawił początki państwa bułgarskiego. Spośród mów na uwagę zasługują dwie mowy pochwalne na cześć cesarza Aleksego II Komnena, jedna ku czci Aleksego II Angelosa i dwa enkomia poświęcone Teodorowi I Laskarysowi, między innymi z okazji zwycięstwa nad sułtanem Ikonium. Na prośbę Teodora Laskarysa Choniates opracował też ćwiczenie retoryczne porównujące zimę z latem, zatytułowane Silention.
Zachował się też jeden utwór poetycki Choniatesa napisany około 1185 roku z okazji ślubu cesarskiego, zatytułowany: Na zaślubiny cesarza Izaaka Angelosa z Małgorzatą, córką węgierskiego króla Beli III.